# Pneumatický motor

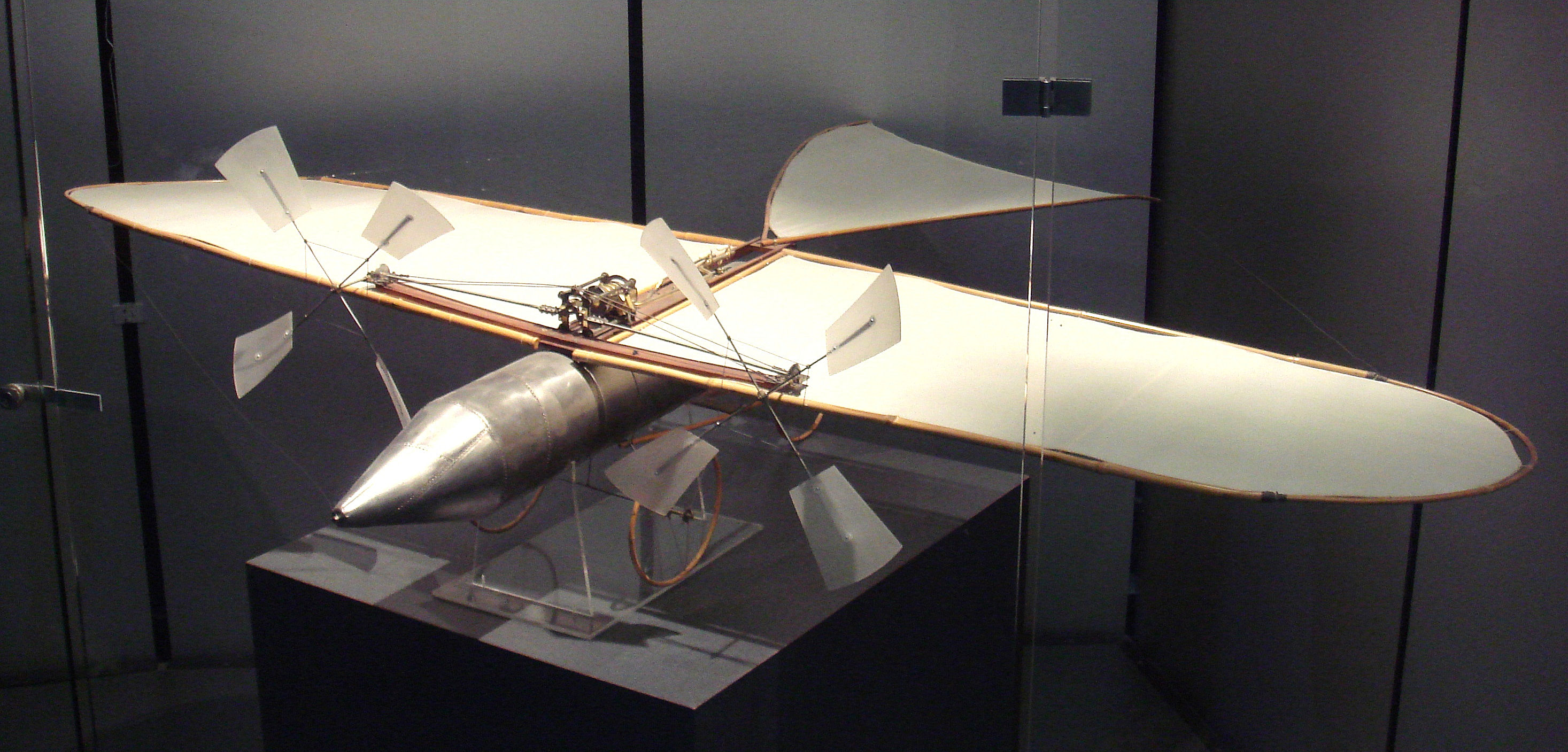
Jednoplošný model letounu Victora Tatina z roku 1879 byl poháněn motorem na stlačený vzduch. Originál v pařížském Muzeu letectví a vesmíru.

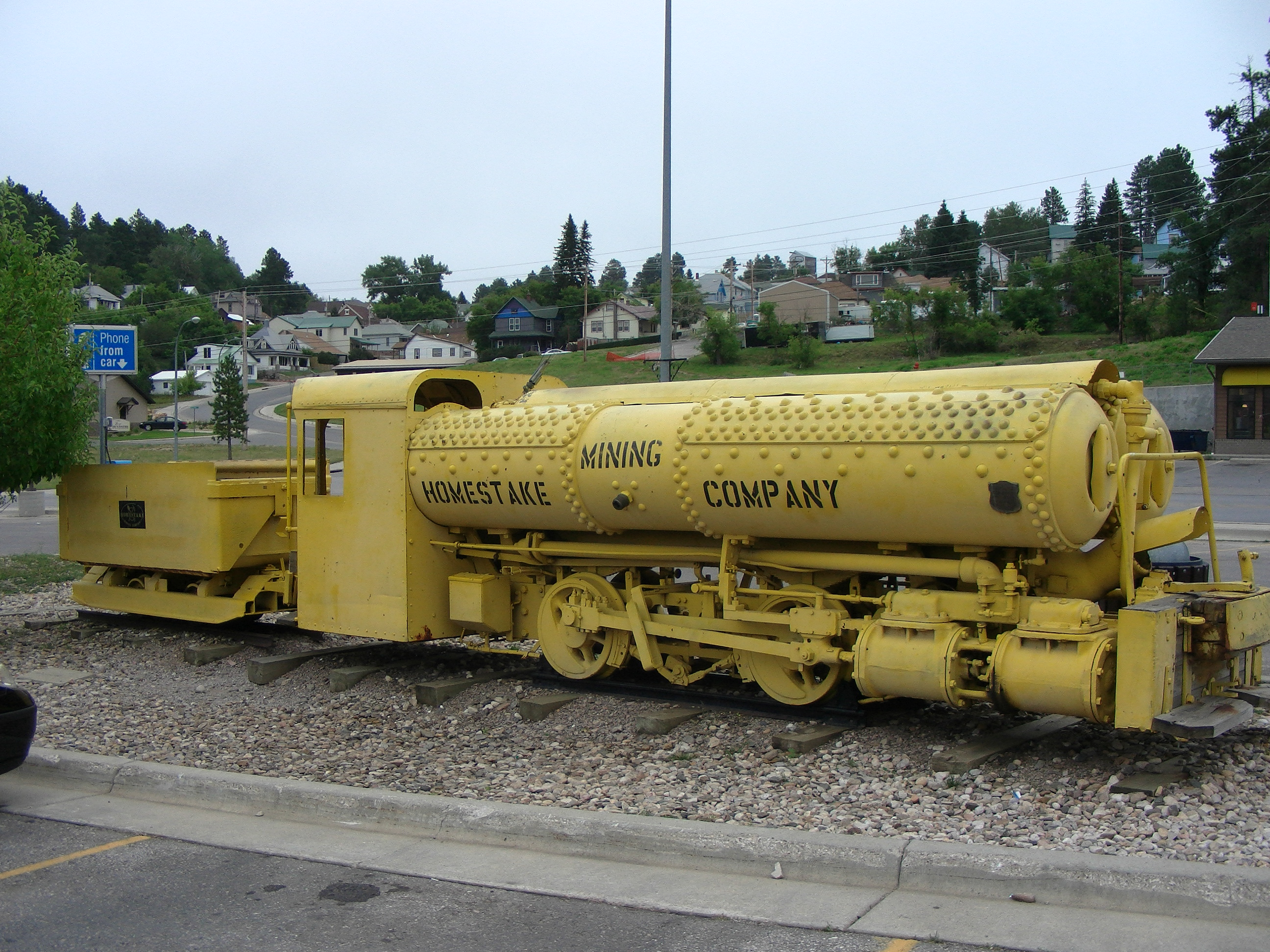
Důlní lokomotiva poháněná stlačeným vzduchem

Pneumatický motor je typem motoru, který přeměňuje potenciální energii ve formě stlačeného vzduchu na mechanickou práci. Pneumatické motory obecně převádějí stlačený vzduch na mechanickou práci lineárním nebo rotačním pohybem. Lineární pohyb může pocházet buď z membránového, nebo pístového aktuátoru, zatímco rotační pohyb je dodáván buď lamelovým vzduchovým motorem, nebo pístovým vzduchovým motorem.
Pneumatické motory se v průběhu minulých dvou století objevovaly v řadě podob a velikostí, od malých ručních motorků po velké motory s výkonem několika set koní. Některé druhy se spoléhají na válce a písty, jiné na rotory s lopatkami (lamelové motory) a další používají turbíny. Mnoho motorů na stlačený vzduch vylepšuje svůj výkon ohříváním příchozího vzduchu nebo samotného motoru.
Pneumatické motory se úspěšně prosadily v průmyslu ručních nástrojů, používají se však v celé řadě průmyslových aplikací i ve stacionárních verzích. Neustále se objevují pokusy rozšířit jejich použití i do odvětví dopravy. Nejprve však je třeba překonat nedostatky v jejich účinnosti, než budou v dopravním průmyslu považovány za životaschopnou alternativu.